# Iňa (okres Levice)
Iňa je obec na Slovensku v okrese Levice. První písemná zmínka pochází z roku 1156. Žije zde 225 obyvatel. Rozloha obce činí 5,68 km².

## Kultura a zajímavosti
- Římskokatolický kostel Růžencové Panny Marie, prostá jednolodní stavba se segmentově zakončeným presbytářem a malou střešní věží z roku 1866. Zařízení kostela je novodobé, oltář neogotický.